# Kazbekovskij rajon
Il Kazbekovskij rajon (in russo Казбековский район?) è un distretto municipale del Daghestan, situato nel Caucaso.

## Villaggi
- Kalininaul